# Søgnekvinnan
Søgnekvinnan är det mest välbevarade av flera fynd av skelettrester från samma plats. Det är Norges näst äldsta fynd av människa, bara den så kallade Vistegutten är äldre. Fruen fra havet och Sol är andra benämningar på fyndet.
Fyndet gjordes 1994, på en meters djup vid Hummervikholmen utanför Søgne väst om Kristiansand. Det upptäcktes av en stugägare som rensade sjöbottnen. Han trodde att han funnit en kruka men det var skallen till en stenålderskvinna. Undersökningar gav fynd av rester efter minst tre, men kanske så många som fem människor, alla troligen kvinnor.
Fynden daterades med C14, och den äldsta dateringen var 7910–7600 f.Kr. Fyndet var alltså från äldre stenåldern under Fosna-Hensbackakulturen.
De lårben och vadben som påträffades med skallen ger en kroppslängd på cirka 156 cm, medan tänderna indikerar en levnadsålder på 35–40 år då hon dog. Kosten var huvudsakligen mat från havet; fisk, skaldjur, krabbor, säl, val och växter som tång. Undersökningar av kol-isotoperna i benresterna visar att 86 procent av maten kom från havet.
Kvinnans utseende rekonstruerades digitalt till en utställning. Sammanfattningsvis hade fynden bevarats under en ostronbank som skyddat skeletten från förstörelse. Det var omöjligt att med säkerhet dra slutsatser om fynden var rester efter eroderade gravar eller resultat av en olycka på sjön.